# Andreas Lindblom

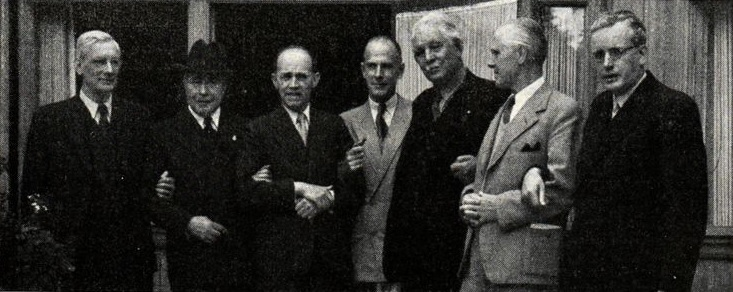
Från den internationella arkeolog- och konsthistorikerkonferensen i Visby 1945. Andreas Lindblom tvåa från höger.

Andreas Adolf Fredrik Lindblom, född 8 februari 1889 i Askeby församling i Östergötland, död 22 mars 1977 i Oscars församling i Stockholm, var en svensk konsthistoriker och museiman. Han var professor i konsthistoria vid Stockholms högskola och därefter styresman för Nordiska museet och Skansen samt styrelseledamot i Samfundet Nordens Frihet 1940–1945.

## Biografi
Andreas Lindblom var son till kyrkoherden Christian Lindblom och Anna, född Sehmann. Han var yngst i en syskonskara på tio. En av bröderna, Johannes Lindblom, var teolog och rektor vid Lunds universitet.
Lindblom tjänstgjorde som amanuens vid Statens historiska museum från 1910 och vid Nationalmuseum från 1917. 1916 blev han filosofie doktor  med avhandlingen La peinture gothique en Suéde et en Norvège samt docent i konsthistoria vid Stockholms högskola samma år och professor där 1925. 1929 utsågs han till Nordiska museets och Skansens styresman.
Som forskare ägnade han sig främst åt medeltidens konst med verk som Nordtysk skulptur och måleri i Sverige från den senare medeltiden (1916), Den heliga Birgitta, bildverk i skulptur och måleri från Sveriges medeltid (1918), Birgittautställningen (1918, med I. Collijn), häfte 2 av Sveriges kyrkor. Östergötland (1921), Medeltida vävnader och broderier i Sverige (2 band, 1928-29, tillsammans med Agnes Branting) och Medieval embroideries and textiles in Sweden (1932). Även åt 1700-talets konst ägnade Lindblom ett flertal nyorienterade skrifter, däribland Fransk barock och rokokoskulptur i Sverige (1923), J.-Ph. Bouchardon och de franska bildhuggarna vid Stockholms slott under rokokotiden (1924) och Rokokon (1929). Lindblom författade därutöver en mängd vägledningar, utställningskataloger och dylikt samt verkställde museala nyordningar av Statens historiska museum, Nordiska museet, Vadstena klostermuseum och andra museer.
Under andra världskriget var Lindblom engagerad till stöd för de nordiska grannländerna. Han var bland annat ordförande för Finlandskommittén, som verkade till stöd för Finland under vinterkriget 1939-1940. I denna egenskap figurerade han också indirekt i utredningen kring attentatet mot Norrskensflamman 1940, eftersom några av de Finlandsaktivister i Norrbotten som han träffat och även gett finansiellt stöd senare skulle komma att ingå bland dem som genomförde terrordådet mot tidningen.
Lind blom var gift första gången 1917–1918 med skulptören Alice Nordin, andra gången från 1919 med Gerda Planting-Gyllenbåga till hennes död 1950 och tredje gången från 1962 med sjukgymnasten Carin Hallgren, som avled 1980. Han är begravd på Tyresö kyrkogård.

## Priser och utmärkelser
- Övralidspriset 1966

## Tryckta skrifter
Se Karin Ehrnborg, Andreas Lindbloms tryckta skrifter under femtio år 1906-1955. Förteckning upprättad vid hans avgång från styresmannaskapet vid Nordiska Museet. Stockholm 1957, 62 sidor.
Andreas Lindblom (1936) den gustavianska stilens genombrott i Stockholms slott - Svenska Kulturbilder Band 3 s 169. Ingår i serien Tidsstilarna i de kungliga slotten.